# José Correia Godinho da Costa
José Correia Godinho da Costa ComC (Tábua, Oliveira de Fazemão, 25 de Novembro de 1787 - Lisboa, 17 de Março de 1869), 1.º Visconde de Correia Godinho, foi um juiz português.

## Família
Filho de José Correia Godinho da Costa e de sua mulher Antónia Joaquina Pires Vaz.

## Biografia
Era Bacharel em Cânones pela Faculdade de Direito da Universidade de Coimbra e foi Juiz de Fora em Montemor-o-Velho e Juiz do Cível em Coimbra, Corregedor do Crime do Bairro dos Remolares, Ajudante do Juiz Relator do Supremo Conselho de Justiça Militar e Juiz Desembargador do Tribunal da Relação de Lisboa. Foi, também, provedor da Comarca de Coimbra e superintendente dos Tabacos nas Alfândegas da Beira. Fidalgo Cavaleiro da Casa Real por Alvará de 20 de Setembro de 1840, foi Conselheiro de Sua Majestade Fidelíssima e Comendador da Real Ordem Militar de Nosso Senhor Jesus Cristo.
Comprou o Palácio Sinel de Cordes.[carece de fontes?]
O título de 1.º Visconde de Correia Godinho foi-lhe concedido por Decreto de D. Luís I de Portugal de 17 de Agosto de 1865. Brasão de Armas: esquartelado, o 1.º Ferreira, o 2.º Ferraz, o 3.º da Gama e o 4.º Pereira; timbre: Ferreira; coroa de Visconde; diferença: uma brica de prata com um L de negro.

## Casamento e descendência
Casou em Lisboa, Madalena, a 24 de Agosto de 1825 com sua prima Mariana Francisca Ferreira, filha de José Gomes Ferreira, Negociante de grosso trato em Lisboa, e de sua mulher Francisca Rosa de Borja Prego, filha do 1.º Barão de Samora Correia, com geração. Foram pais de, pelo menos: 
- José Correia da Costa Godinho (Castelo Branco, 22 de Maio de 1827 - ?), 2.º Visconde de Correia Godinho, título que lhe foi renovado por Decreto de 31 de Maio e Carta de 12 de Julho de 1869 de D. Luís I de Portugal, que, como seu pai, seguiu a carreira da Magistratura e foi Juiz de Direito de 1.ª Classe, Fidalgo da Casa Real, casado em Lisboa a 5 de Novembro de 1857 com sua prima-irmã Adelaide Prego Ferreira, filha de Joaquim Pedro Ferreira, Fidalgo Cavaleiro da Casa Real e Negociante de grosso trato na praça de Lisboa, e de sua mulher Ana Rufina Prego, filha do 1.º Barão de Samora Correia, com geração
- Maria da Madre de Deus Correia Godinho (Coimbra, Santa Justa - ?), casada com seu primo-irmão José Ferreira Prego (7 de Janeiro de 1810 - 16 de Outubro de 1886), 2.º Barão de Samora Correia, com geração extinta
- Maria Augusta Correia Godinho, casada com António da Costa Correia do Amaral, 2.º Oficial da 1.ª Repartição da Direcção-Geral dos Negócios Eclesiásticos, na Secretaria de Estado dos Negócios Estrangeiros e da Justiça em 1905, sem geração
- Augusto Correia Godinho Ferreira da Costa (1 de Agosto de 1840 - 7 de Junho de 1909), 1.º Visconde de Rio Sado